# Panko

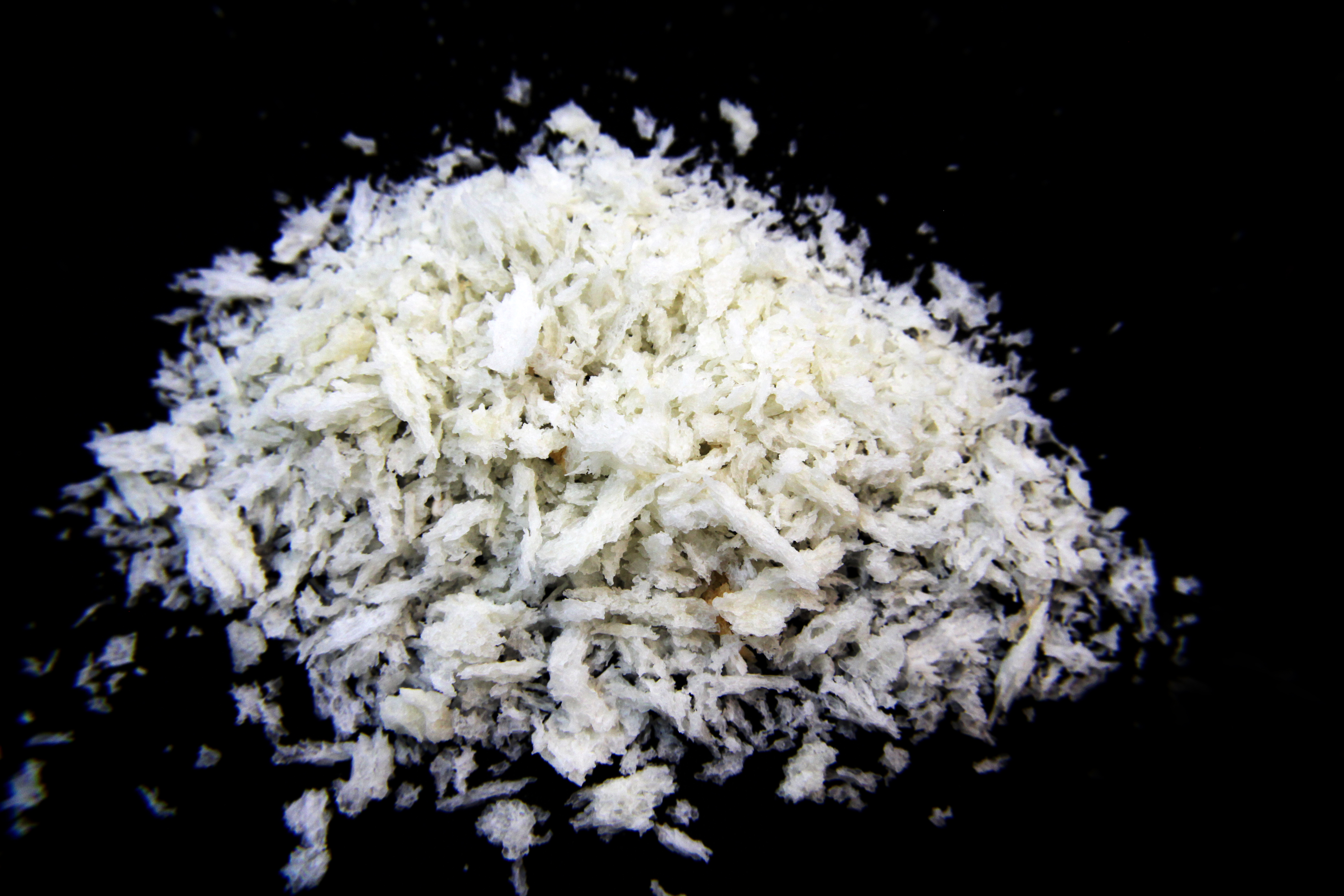
Panko

Panko (japonsky: パン粉) je druh japonské strouhanky. Na rozdíl od klasické strouhanky, která se vyrábí ze suchého pečiva, se panko vyrábí z čerstvého světlého chleba zbaveného kůrky. Existuje i způsob výroby chleba téměř bez kůrky. Od klasické strouhanky se také liší svou texturou, je mnohem hrubší a spíše šupinatá. Během smažení nenasákne tolik tuku a bývá křupavější. Používá se během přípravy trojobalu, panko se používá na obalování masa, ryb nebo i zeleniny. Typickým pokrmem obsahujícím panko je například tonkacu (とんかつ), což je smažený plátek masa velmi podobný evropskému řízku. Panko ale může nahrazovat klasickou strouhanku v kterémkoliv pokrmu.